# Wild flower
Wild flower，樹海的第一張專輯。商品番號GNCX-1001。

## 概要
2006年11月22日發售。作詞渡邊愛未、作曲出羽良彰、編曲出羽良彰・渡邊善太郎（M-1/2/6/7/9）・藤井丈司（M-3/5/11）・佐久間正英（M-4/10）。
本專輯第一次收錄了動畫「Fate/stay night」第14話插曲。

## 收錄曲
1. 恋人同士
2. - CTC系UHF6局動畫「Fate/stay night」第14話插曲。
3. strangeman
4. Letter